# E-newspaperarchives.ch

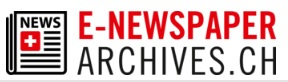
Logo di e-newspaperarchives.ch, la piattaforma per i giornali svizzeri digitalizzati

e-newspaperarchives.ch, in breve e-npa.ch, è la piattaforma dei giornali svizzeri digitalizzati ad accesso aperto gestita dalla Biblioteca nazionale svizzera (BN). Per digitalizzare la stampa svizzera ed arricchire questa collezione, la BN collabora con biblioteche patrimoniali svizzere, editori ed altri partner.

## Storia
e-newspaperarchives.ch è il seguito di Stampa svizzera online, che era stato creato nel 2011 dalla Biblioteca nazionale svizzera e dalla Médiathèque Valais, in occasione della messa online del Confédéré digitalizzato. Il progetto rispondeva alla richiesta di istituzioni che desideravano digitalizzare i loro giornali, mettendo in comune le risorse e creando un'infrastruttura centrale per la presentazione e l'accesso alla stampa svizzera digitalizzata. Nuovi partner cantonali hanno rapidamente integrato le loro collezioni in questa piattaforma.
Nel 2017 le istituzioni partner della piattaforma hanno preso alcune decisioni importanti per il suo avvenire: migliorare la qualità delle collezioni, permettere al pubblico di correggere gli errori dei testi trascritti, offrire maggiori opzioni di ricerca e di utilizzo dei risultati ed offrire dei metadati che rispettano gli standard internazionali METS / ALTO. Questo ha portato alla migrazione nel 2018 verso un nuovo software e alla creazione di e-newspaperarchives.ch.
Nell’aprile 2019, la piattaforma e-npa.ch ha adottato lo standard International Image Interoperability Framework (IIIF) per tutti i titoli di pubblico dominio.

## Offerta
In aprile 2023, e-npa.ch contiene 177 giornali delle quattro regioni linguistiche della Svizzera. Vengono costantemente aggiunti nuovi titoli.
L'accesso ad alcuni titoli è limitato da un embargo; ad esempio, la NZZ ha fissato un periodo di 25 anni dalla pubblicazione per l'accesso alle sue edizioni. Ciò significa che gli anni più recenti sono bloccati su e-npa.ch.
La ricerca per parola chiave del testo completo, la consultazione delle edizioni e la maggior parte delle funzioni sono disponibili senza bisogno di effettuare il login. Chiunque si registri e crei un account utente può utilizzare funzioni aggiuntive come il download di pagine o di edizioni di giornali, la correzione di errori derivanti dal riconoscimento automatico del testo o il tagging di articoli per creare collezioni tematiche.

## Letteratura
- Plus de 1,5 millions de pages à portée de clic. In: L'Impartial, 4 juin 2013, p. 8-9; L'Express, 4 juin 2013, p. 8-9
- Jean-Yves Gabbus: Plus de 730'000 pages du Nouvelliste à portée de clic. In: Le Nouvelliste, 14 janvier 2014, p. 2-3
- Beat Stähli; Christian Lüthi: Eine Fundgrube für die Geschichte der Stadt. Die Suche nach alten «Bund»-Artikeln wird nun massiv einfacher. Die Ausgaben seit 1850 sind neu in digitaler Form frei zugänglich. In: Der Bund, 17. Dezember 2020, S. 2–3.
- Adi Kälin: So berichtete die NZZ über die Französische Revolution. Alle NZZ-Ausgaben von 1780 bis 1914 sind ab sofort in digitalisierter Form für die Öffentlichkeit zugänglich. In: NZZ, 4. Oktober 2021, S. 11.
- Liliane Regamey Pasche: La numérisation à la Bibliothèque nationale suisse : la presse à l’honneur, in : I2D – Information, données et documents, Pratiques & recherches, n°2 (2021), pp. 96–102.

## Connessioni
- Sito web ufficiale